# The Hollies
The Hollies je anglická rocková a popová kapela britské invaze, která vznikla v Manchesteru v roce 1962. Jedna z předních britských skupin 60. let a do poloviny 70. let jsou známí svým osobitým stylem třídílné vokální harmonie. Zpěvák Allan Clarke a doprovodný kytarista/zpěvák Graham Nash založili kapelu původně jako merseybeatovou skupinu v Manchesteru, ačkoli někteří členové kapely pocházeli z měst dále na sever, ve východním Lancashire. Nash opustil skupinu v roce 1968, aby spoluzaložil Crosby, Stills & Nash, i když se příležitostně s Hollies setkával. Stejně jako Clarke a Nash byli dalšími členy hlavní kytarista Tony Hicks, doprovodný kytarista Terry Sylvester (který nahradil Nashe), baskytaristé Eric Haydock a Bernie Calvert a bubeníci Don Rathbone a Bobby Elliott. Skupina měla nepřetržitou řadu 25 hitových singlů a po Beatles a Rolling Stones je to nejúspěšnější beatová skupina 60. let.
The Hollies se v polovině 60. let ve Spojeném království a Evropě s řadou hitů těšili značné popularitě. Mezi největší hity patřily „Just One Look“, „Here I Go Again“ (oba 1964), „I'm Alive“ (1965; jejich první ze dvou britských jedniček), „Look Through Any Window“ (1965) a „I Can't Let Go“ (1966) i když v americké hitparádě nedosáhli úspěchu, dokud v roce 1966 nevyšla „Bus Stop“. Skupina pokračovala v periodickém úspěchu na obou stranách Atlantského oceánu v průběhu příští dekády s hity jako „Stop Stop Stop“ (1966), „On a Carousel“, „Carrie Anne“ (oba 1967), „He Ain't Heavy, He's My Brother“ (1969), "Long Cool Woman in a Black Dress" (1972) a "The Air That I Breathe" (1974). "He Ain't Heavy" se po reedici v roce 1988 dostala na první místo v UK Singles Chart. Celkově měli Hollies více než 30 singlů v žebříčku UK Singles Chart, 22 v americkém žebříčku Billboard Hot 100 a 21 v žebříčku časopisu RPM v Kanadě.
The Hollies jsou jednou z mála britských skupin z počátku 60. let spolu s Rolling Stones, kteří se nikdy nerozpadli a nadále nahrávají a koncertují. Jako uznání svých úspěchů byli Hollies v roce 2010 uvedeni do Rock and Roll Hall of Fame (Rock and rollová síň slávy).

## Vznik a první hity
Skupina pochází z britského Manchesteru. Jejím původním základem bylo duo Graham Nash a Allan Clarke, spolužáci, kytaristé a zpěváci, kteří od konce 50. let prošli několika kapelami a nakonec zakotvili ve formaci The Deltas, která si v prosinci roku 1962 změnila název na The Hollies. Inspirací jim byl zejména jejich idol Buddy Holly, a ve druhém plánu také cesmína (angl. holly), jeden ze symbolů Vánoc.
Během roku 1963 vykrystalizovala první klasická sestava, kde Nashe a Clarka doplňovali sólový kytarista a zpěvák Tony Hicks, baskytarista Eric Haydock a bubeník Bobby Elliott. Téhož roku skupina podepsala nahrávací smlouvu s firmou EMI a začala natáčet s producentem Ronem Richardsem, hned první singl s písničkou Ain’t That Just Like Me se stal menším hitem, což podpořila i následující deska s písničkou Searchin‘ (tyto nahrávky pořídili ještě se zakládajícím bubeníkem Donem Rathbonem). Již s jeho nástupcem Elliottem pak koncem toho roku natočili svůj první Top Ten hit, americkou píseň Stay. Následovala série jednoho hitu za druhým, které se všechny bezpečně probojovávaly do první desítky nejprodávanějších singlů: Just One Look, Here I Go Again, We’re Through (první vlastní hit, který napsali Nash, Clarke a Hicks), I’m Alive, I Can’t Let Go a další. Vydávali i úspěšná alba, která kombinovala zprvu hlavně rock and rollové a beatové skladby, jednak přebírané, jednak i autorské pokusy schovávané pod pseudonym „Ransford“. Typickým pro zvuk Hollies se staly zejména propracované tenorové trojhlasy Clarka (který se z nich nejspíš dal považovat za kapelního frontmana), Nashe a Hickse.
Postupem času se jejich jednoduchý beatový styl posouval k zajímavějším kompozicím (na album Would You Believe z roku 1966 už natočili např. i coververzi písně I Am A Rock od Paula Simona, sama kapela už tvořila zajímavé písně jako Fifi The Flea nebo Oriental Sadness). V roce 1964 se merseybeatová horečka díky Beatles přesunula do Ameriky, ale Hollies se zde dlouho nemohli prosadit. Teprve rok 1966 a skladba Bus Stop, která se umístila na pátém místě žebříčku jak ve Velké Británii, tak v USA, jim otevřela cestu i na americký trh. Pro spory s manažerem v té době kapelu opustil Haydock a po krátkém přechodném angažmá Klause Voormanna ho nahradil bývalý spoluhráč bubeníka Elliotta a kytaristy Hickse Bernie Calvert, který skupinu kromě baskytary občas posílil i o piáno.

## Vrchol kariéry

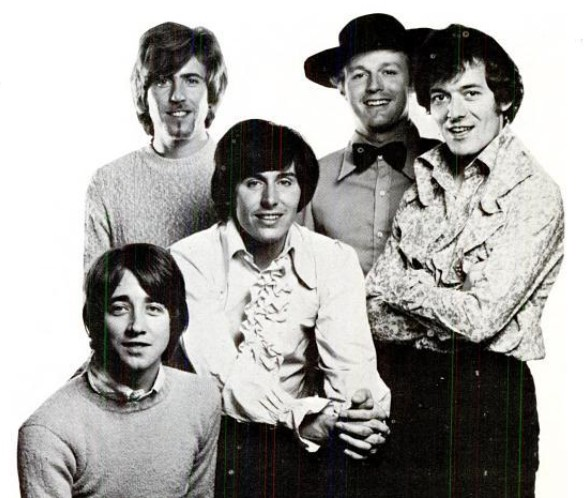
1969. Ve směru hodin: Graham Nash, Bobby Elliott, Allan Clarke, Bernie Calvert a Tony Hicks

Po úspěchu hitu Bus Stop (rocková verze Griegovy Sluje krále hor, kterou napsal hitmaker Graham Gouldman) se kapela rozhodla vsadit na své schopnosti a všechny nahrávané skladby začali psát Nash, Clarke a Hicks, přičemž je podepisovali vždy všemi třemi jmény bez ohledu na přínos jednotlivých muzikantů. První singl, na riffu banja postavená píseň Stop Stop Stop, a zejména pečlivě připravené album For Certain Because (obě desky 1966) sklidily veliký úspěch a podpořily kapelu v dalším skládání i nahrávání. Ze zpětného pohledu jde bezpochyby o nejsilnější období jejich kariéry. Hollies se snažili vyrovnat s módními psychedelickými vlivy, natočili další hity On A Carousel a Carrie-Anne, také album Evolution, ale začínali se poprvé potýkat s problémem profilace a dalšího směřování. Fanoušci skupiny spíše než psychedelický rock na albu Butterfly a singlu King Midas In Reverse (obě 1967) chtěli slyšet jednodušší komerční hity, kterými se Hollies proslavili.
Tento problém rozdělil skupinu a Graham Nash, který byl pevným zastáncem progresivnějších směrů, si kvůli tomu přestával rozumět i se svým nejlepším kamarádem Clarkem. Protože většina kapely i její manažer však preferovali osvědčený poprockový styl, v čemž je utvrzoval i komerční neúspěch singlu King Midas In Reverse (a naopak úspěch líbivějších singlů Jennifer Eccles a Listen To Me), Nash nakonec roku 1968 z Hollies odešel. Uvádí se, že poslední kapkou bylo kapelní odmítnutí jeho skladby Marrakesh Express, a také plán natočit album coverů písní Boba Dylana, který Nash považoval za krok zpět a neskrývaně s ním nesouhlasil. Po svém odchodu přesídlil do Los Angeles, kde utvořil superskupinu s Davidem Crosbym (původně člen The Byrds) a Stephenem Stillsem (Buffalo Springfield), nazvanou prostě Crosby, Stills & Nash. Ta se pak stala (ještě posílena o Neila Younga) legendou v žánru progresivního blues a folk-rocku.
Po ztrátě zakládajícího člena uspořádali Hollies rozsáhlý konkurs a nakonec se náhradou za Nashe stal liverpoolský rodák Terry Sylvester (předtím člen The Swinging Blue Jeans a The Escorts). Silné postavení úspěšné hitové skupiny podpořil jak následující singl Sorry Suzanne, tak nakonec velmi úspěšné album Hollies Sing Dylan (obojí 1969). Mimořádný celosvětový úspěch slavila také následující balada He Ain’t Heavy, He’s My Brother (na klavír hrál tehdy ještě neznámý Elton John). Skupina znovu nabyla jistotu autorského zázemí a následující album, symbolicky pojmenované Hollies Sing Hollies napsali Allan Clarke, Tony Hicks a Terry Sylvester. Přineslo podle dobových trendů i progresivnější vlivy, avšak komerčně se stalo zklamáním. Skupina začala připravovat třetí „sing“ album, ale projekt Hollies Sing Country nakonec nedokončila, a místo toho natočila silné a komerčně úspěšné album Confessions Of The Mind. Na desce i novém hitu I Can’t Tell The Bottom From The Top opět hostoval Elton John.

## 70. a 80. léta
Vrcholem progresivní éry skupiny bylo pak album Distant Light (1971), ze kterého vyšly i dva hity Long Dark Road a zejména v Americe úspěšná Long Cool Woman (In a Black Dress), skladba Allana Clarka znící v duchu skupiny Creedence Clearwater Revival.
Allan Clarke v té době nicméně přestával být v kapele spokojen a rozhodl se zkusit sólovou dráhu – v prosinci 1971 z Hollies odešel, čímž fanoušky šokoval. Náhradou za něj se stal švédský zpěvák Mikael Rickfors s výrazně hlubším hlasem než Clarke. Nový singl The Baby nesklidil ale takový úspěch jako předešlé hity, a následující Magic Woman Touch (1972) se dokonce stal prvním propadákem skupiny v Británii od vydání debutového singlu Ain’t That Just Like Me. Hollies tak přerušili úctyhodnou sérii 25 hitových singlů v jedné řadě za sebou. Ani folk-rockové album Romany nesplnilo očekávání, a jelikož se ani Clarkova sólová kariéra nevyvíjela podle jeho představ, k oboustranné spokojenosti se stal znovu hlavním zpěvákem kapely.
Hned první singl v obnovené sestavě The Day That Curly Billy Shot Down Crazy Sam McGee kapelu vrátil do žebříčků a následující balada The Air That I Breathe (z pera dvojice Hammond–Hazlewood) jim přinesla znovu celosvětový úspěch (v UK 2. místo žebříčku, v USA 6.). Úspěch mělo i posluchačsky nenáročné, ale kvalitní album nazvané jednoduše Hollies (1974). Zbytek 70. let Hollies trávili cestováním po celém světě a snahou vypořádat se s novými hudebními trendy. Jejich alba Write On, Another Night, Russian Roulette a A Crazy Steal kombinovala rockové a popové skladby, ale nebyla příliš úspěšná, výjimku tvořilo koncertní album Hollies Live, které se překvapivě vyšplhalo až na 4. pozici britského žebříčku.
Na počátku let 80. se snažili prosadit dalším tematickým albem Buddy Holly v diskotékovém stylu, ale ani tato změna jim nové fanoušky nepřinesla. Celkově frustrující situace, nejistá budoucnost skupiny a neúspěch desek přispěl k ostrým sporům uvnitř skupiny a odchodu Terryho Sylvestra a Bernieho Calverta.
Disco éra 80. let však přinesla zájem o remixy oldies hitů, pročež Hollies připravili k vydání směsku ze svých největších hitů pod názvem Holliedaze, deska je vrátila do žebříčků, v populárním pořadu britské televize Top Of The Pops vystoupili po letech znovu s Grahamem Nashem i původním baskytaristou Ericem Haydockem. S Nashem také podnikli turné, natočili rozpačitě přijaté nové album What Goes Around (1983) a dílčí úspěch měl singl z desky Stop! In The Name Of Love (v 60. letech hit skupiny Supremes). Následovalo období častých personálních změn, skupina přestala vydávat alba (kromě kompilací starých hitů i rarit), výrazný zájem o ně obnovilo až použití starého hitu He Ain’t Heavy, He’s My Brother v televizní reklamě na pivo značky Miller v roce 1988. Píseň vyšla znovu na singlu a překvapivě se probojovala až na čelní místo britského žebříčku. Úspěch měla i reedice hitu The Air That I Breathe. Zatím posledním hitem se pak stala skladba The Woman I Love z roku 1993.

## Současnost
V roce 2000 se po smrti své ženy Allan Clarke rozhodl stáhnout ze světa showbusinessu (navíc dle svých slov cítil, že jeho zpěv už nemá stejnou sílu jak dříve) a v Hollies jej nahradil bývalý člen The Move Carl Wayne. Ten v roce 2004 podlehl rakovině. V roce 2006 Hollies vydali nové album (první od roku 1983) Staying Power, v roce 2009 natočili další desku Then, Now, Always. Vedle „starých“ členů Tonyho Hickse a Bobbyho Elliota v současnosti skupinu tvoří Peter Howarth (zpěv), Steve Lauri (kytara, zpěv), Ray Stiles (baskytara) a Ian Parker (klávesy). V roce 2010 byla skupina uvedena do Rock and Roll Hall of Fame (Rock and rollová síň slávy).

## Hollies a Československo
Gramofonová firma Supraphon vydala v roce 1972 na singlu písničky Hollies Just One Look a Yes I Will (shodou okolností raritní verzi nahrávky, která firmou EMI-Parlophone nebyla určena k vydání a na trh se dostala jen omylem) a výběrové album nazvané jednoduše The Hollies (průřez jejich hity i albovými písněmi). Do repertoáru a posléze na desky českých skupin a zpěváků se dostalo několik jejich hitů, např.: Just One Look (Tenhle kluk - J. Menšlová, I. Kubáková a E. Fatková), Sorry Suzanne (Stosedmkrát - Metronom), Bus Stop (Nastav tvář k políbení, Beatings), He Ain’t Heavy, He’s My Brother (Karel Gott), Jennifer Eccles, Step Inside (s původním textem v angličtině, Synkopy 61). V roce 1987 měli Hollies vystupovat v Praze jako náhradníci Chrise Normana, ale nakonec i místo nich přijela další britská skupina The Searchers.

## Diskografie

### Alba
(v závorce umístění v britském žebříčku a rok)
- Stay with the Hollies (#2), 1964
- In the Hollies Style, 1964
- Hollies (#8), 1965
- Would You Believe? (#16), 1966
- For Certain Because (#23), 1966
- Evolution (#13), 1967
- Butterfly, 1967
- Hollies Sing Dylan (#3), 1969
- Hollies Sing Hollies, 1969
- Confessions Of The Mind (#30), 1970
- Distant Light, 1971
- Romany, 1972
- Hollies (#38), 1974
- Another Night, 1975
- Write On, 1976
- Russian Roulette, 1976
- Hollies Live (#4), 1977
- A Crazy Steal, 1978
- Five, Three, One, Double Seven, Zero, Four, 1979
- Buddy Holly, 1980
- What Goes Around, 1983
- Staying Power, 2006
- Then, Now, Always, 2009

### Singly
(A strana / B strana - umístění v britském žebříčku - rok vydání)
- Ain’t That Just Like Me / Hey What‘s Wrong With Me - #25 - 1963
- Searchin' / Whole World Over - #12 - 1963
- Stay / Now's The Time - #8 - 1963
- Just One Look / Keep Off That Friend Of Mine - #2 - 1964
- Here I Go Again / Baby That's All - #4 - 1964
- We're Through / Come On Back - #7 - 1964
- Yes I Will / Nobody - #9 - 1965
- I'm Alive / You Know He Did - #1 - 1965
- Look Through Any Window / So Lonely - #4 - 1965
- If I Needed Someone / I've Got A Way Of My Own - #20 - 1965
- I Can't Let Go / Running Through The Night - #2 - 1966
- Bus Stop / Don't Run And Hide - #2 - 1966
- After The Fox (filmová píseň natočená spolu s Peterem Sellersem) - 1966
- Stop! Stop! Stop! / It's You - #2 - 1966
- On A Carousel / All The World Is Love - #4 - 1967
- Carrie Anne / Signs That Will Never Change - #3 - 1967
- King Midas In Reverse / Everything Is Sunshine - #18 - 1967
- Jennifer Eccles / Open Up Your Eyes - #7 - 1968
- Listen To Me / Do The Best You Can - #11 - 1968
- Sorry Suzanne / Not That Way At All - #3 - 1969
- He Ain't Heavy, He's My Brother / 'Cos You Like To Love Me - #3 - 1969
- I Can't Tell The Bottom From The Top / Mad Professor Blyth - #7 - 1970
- Gasoline Alley Bred / Dandelion Wine - #14 - 1970
- Hey Willy / Row The Boat Together - #22 - 1971
- Long Cool Woman In A Black Dress / Cable Car - #32 - 1972
- The Baby / Oh Granny - #26 - 1972
- Magic Woman Touch / Indian Girl - 1972
- The Day That Curly Billy Shot Down Crazy Sam Mcgee / Born A Man - #24 - 1973
- The Air That I Breathe / No More Riders - #2 - 1974
- Son Of A Rotten Gambler / Layin' To The Music - 1974
- I'm Down / Hello Lady Goodbye - 1974
- Sandy (4th Of July, Asbury Park) / Second Hand Hang-Ups - 1975
- Long Cool Woman In A Black Dress / Carrie Anne - 1975
- Boulder To Birmingham / Crocodile Woman - 1976
- Star / Love Is The Thing - 1976
- Daddy Don't Mind / C'mon - 1976
- Wiggle That Wotsit / Corrine - 1976
- Hello To Romance / 48 Hour Parole - 1977
- Amnesty / Crossfire - 1977
- Something To Live For / Song Of The Sun - 1979
- Soldier's Song / Draggin' My Heels - #58 - 1980
- Heartbeat / Take Your Time - 1980
- Holliedaze / Holliepops - #28 - 1981
- Take My Love And Run / Driver - 1981
- Stop! In The Name Of Love / Musical Pictures - 1983
- Too Many Hearts Get Broken / You're All Woman - 1985
- This Is It / You Gave Me Strength - 1987
- Reunion Of The Heart / Too Many Hearts Get Broken - 1987
- He Ain't Heavy, He's My Brother / Carrie - #1 - 1988
- The Air That I Breathe / We're Through - #60 - 1988
- Find Me A Family / No Rules - 1989
- Purple Rain / Naomi / Two Shadows 12 - 1990
- The Woman I Love / Purple Rain (Live) - #42 - 1993
- Hope/Shine On Me - 2005
- So Damn Beautiful - 2006